# IC 3718
IC 3718 — галактика типу Sbc (компактна витягнута спіральна галактика) у сузір'ї Діва.
Цей об'єкт міститься в оригінальній редакції індексного каталогу.